# 21 lessen voor de 21ste eeuw
21 lessen voor de 21ste eeuw is een boek geschreven door de Israëlische auteur Yuval Noah Harari, een professor aan de Hebreeuwse Universiteit van Jeruzalem. Het boek werd voor het eerst gepubliceerd in het Hebreeuws in 2018; de Engelstalige versie werd gepubliceerd in augustus 2018; de Nederlandse vertaling werd tevens in 2018 gepubliceerd en werd uitgegeven door Thomas Rap.
- Gemeinsame Normdatei: 1175475165
- Library of Congress Control Number: no2018140673
- Système universitaire de documentation: 230549306
- Virtual International Authority File: 4056153653288955900008